# Castillo de Plassenburgo

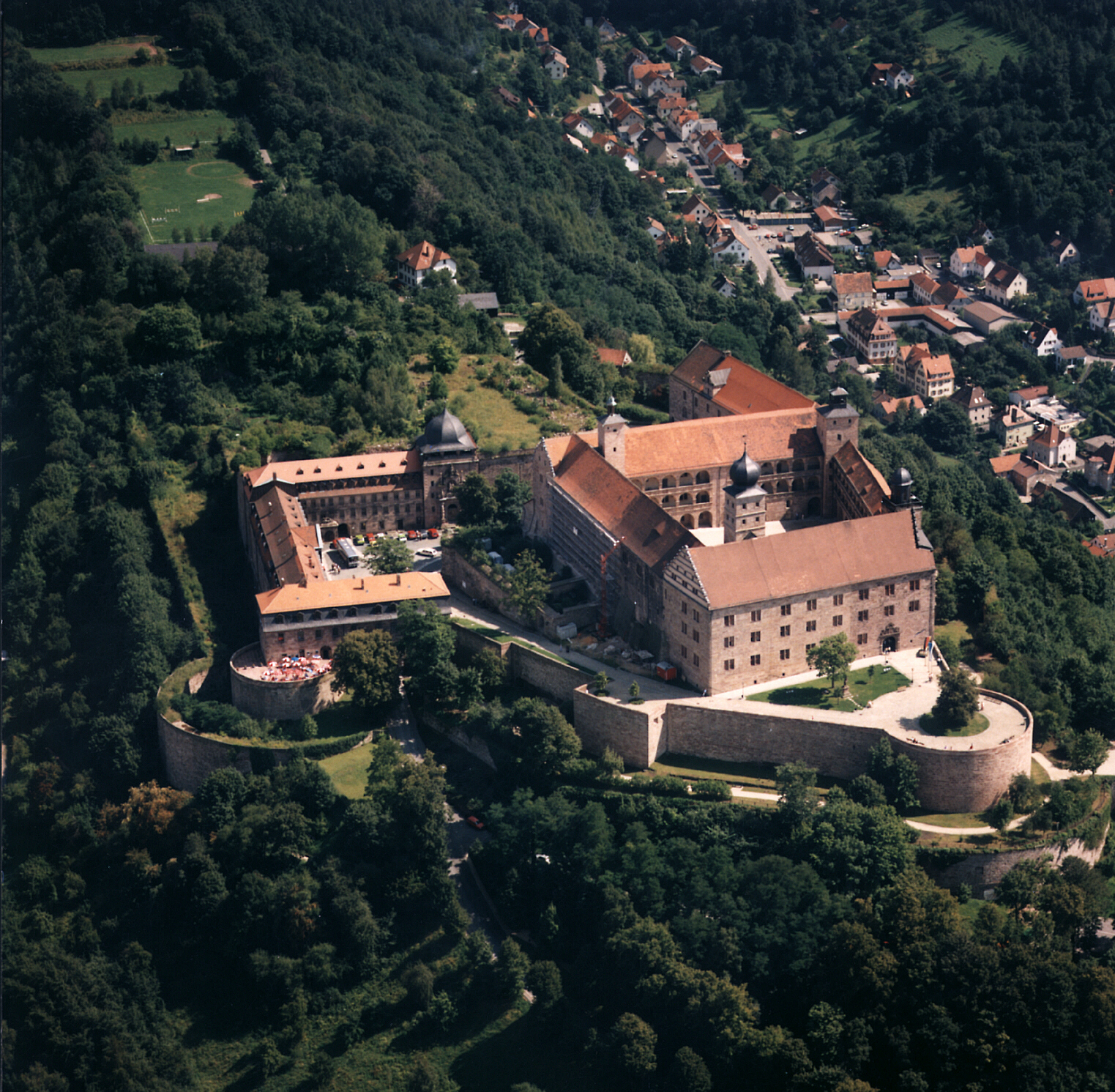
Plassenburg

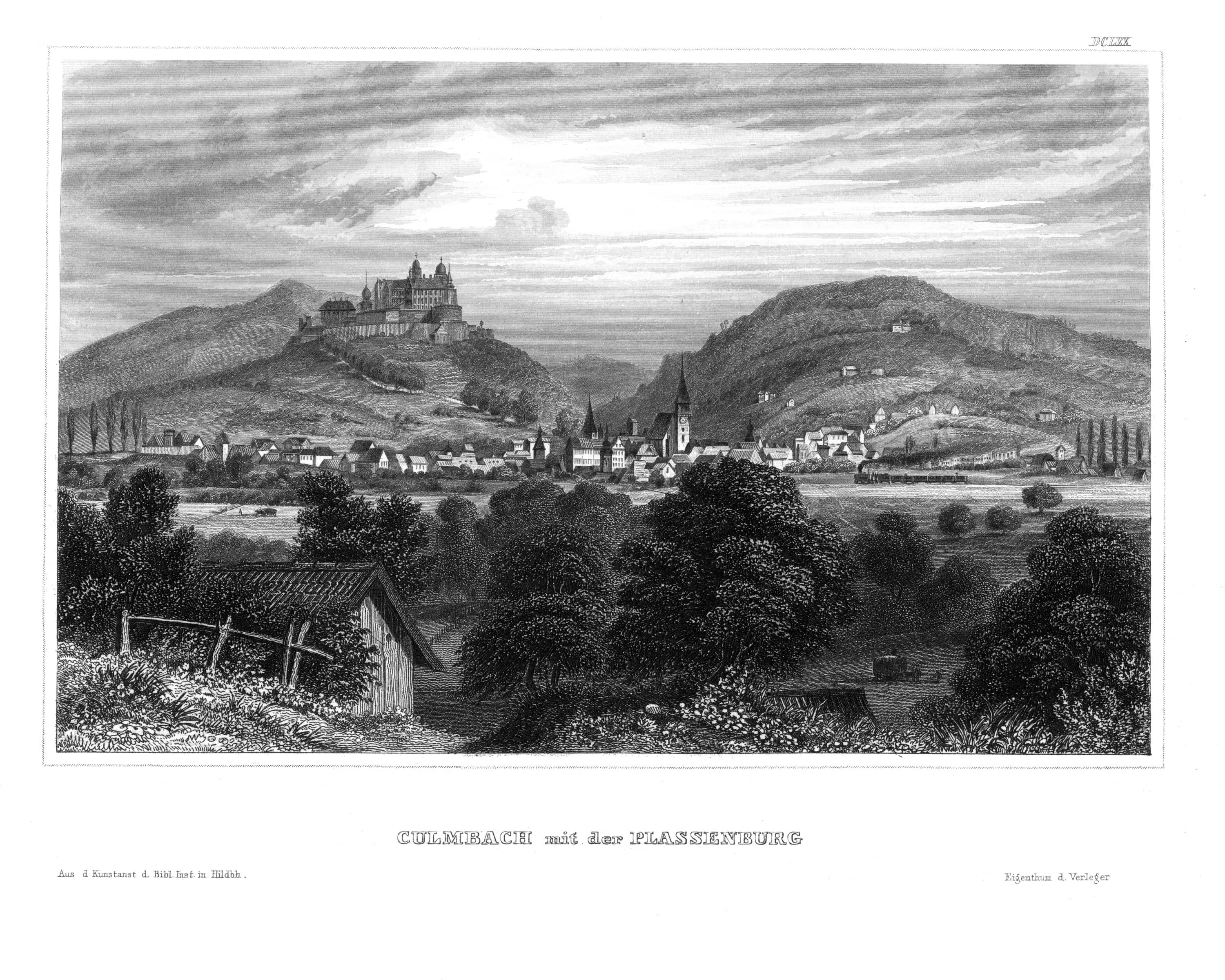
Impresión histórica de Plassenburg sobrevolando Kulmbach.

Plassenburgo es un castillo situado en la ciudad de Kulmbach, en Baviera. Es uno de los castillos de más alta densidad de Alemania y un símbolo de la ciudad. Fue mencionado por primera vez hace 889 años en 1135. La familia Plassenberg eran ministeriales de los condes de Andechs (después duques de Merania), tenían su sede en Plassenburgo. La Casa de Guttenberg, una prominente familia noble de Franconia, traza sus orígenes hasta 1149 con un Gundeloh von Blassenberg (Plassenberg). El nombre Guttenberg deriva de Guttenberg, una población de Baviera, y fue adoptado por Heinrich von Blassenberg alrededor de 1310. Desde 1340, el linaje Hohenzollern gobernó desde el castillo de Plassenburgo sus territorios en Franconia hasta 1604. Plassenburgo fue una fortaleza y residencia para los Hohenzollern. 
Fue destruido en 1554 al final de la Segunda Guerra de los Margraves (1552-1554) por el margrave Alberto Alcibíades. Plassenburgo fue después reconstruido por el arquitecto Caspar Vischer como una magnitud de fortaleza y como un gigantesco palacio. En 1792, el Margrave Alejandro vendió Plassenburgo a su primo, el rey de Prusia. Un ejército combinado, bávaro y francés, bajo el comando de Jérôme Bonaparte, hermano de Napoleón, asedió Plassenburgo en 1806. En 1810, Kulmbach pasó a formar parte de Baviera y el castillo sirvió como prisión y como hospital militar. Durante la Segunda Guerra Mundial, la Organización Todt utilizó el castillo de Plassenburgo como campo de entrenamiento y lugar de recreo.
En la actualidad, es un museo y sede de eventos culturales y posee una significativa colección de artefactos militares prusianos y retratos.

## Historia
Plassenburgo fue mencionado por primera vez en 1135, cuando fue descrito por el Conde Bertoldo II de Andechs como "comes de Plassenberch". Presumiblemente, también fue el fundador del castillo, que se erigió al oeste de un caserío fortificado anterior. En un principio, el castillo fue una fortaleza central de apoyo para los gobernantes meranios del Alto Meno y la Selva de Franconia.
A la muerte del último Andechs-Meranio su hermano político, el Duque Otón VIII, dividió su herencia. El castillo de Plassenburgo con Kulmbach, Berneck, Goldkronach, Wirsberg, Trebgast y Pretzendorf (ahora Himmelkron) fueron a manos de Hermann III y Otón III, los Condes de Weimar-Orlamünde. Los dos hijos de Hermann II (muerto en 1247) y Beatriz de Andechs-Merania gobernaron conjuntamente al principio como "Señores de Plassenburgo". Después de 1278, dividieron la herencia de su padre, de la cual Otón III recibió la única posesión del dominio de Plassenburgo y el territorio alrededor de Weimar. Otón III murió en 1285 y la ciudadela apareció poco después en manos de su hijo Otón IV. Su hijo, el Conde Otón VI de Orlamünde, quien fue el único Orlamünde desde 1323 y llamado "Señor de Plassenburgo", prometió en 1338 este señorío, junto con el último ya mencionado, Kulmbach, Trebgast y Berneck, al Burgrave Juan II de Núremberg. A la muerte de Otón VI en 1340, Plassenburgo pasó a manos de los burgraves de Núremberg de la Casa de Hohenzollern.
Gradualmente, el castillo de Plassenburgo se desarrolló como un nuevo centro de poder de los Hohenzollern. En tiempos del Burgrave Federico V de Núremberg (quien reinó entre 1357 y 1397), Plassenburgo ya había sobrepasado a Cadolzburg —una residencia burgravial tradicional—. En 1397, el Burgrave Federico V renunció al gobierno y eligió Plassenburgo para hogar de retiro. El territorio de los Hohenzollern en Franconia fue repartido entre su hijo, Juan III, y Federico VI —después Elector de Brandeburgo—, de acuerdo con la Dispositio Fridericiana de 1385, por lo que el castillo se convirtió en el centro de poder del así llamado Principado de las Montañas (Fürstentum ob dem Gebirg), seguido del Margraviato de Brandeburgo-Kulmbach. Al morir Juan III en 1420, su estado cayó en manos de su hermano, Federico, quien en 1421 creó el oficio de "Capitán de la Montaña" para gobernar sus dominios. Plassenburgo siguió siendo el centro administrativo de este principado montañoso hasta después de mediados del siglo XVI.
El internamiento de la Condesa Bárbara de Brandeburgo, en marzo de 1493, inició el ciclo del castillo de Plassenburgo como prisión familiar. Esto llegó al máximo en febrero de 1515, cuando el margrave Casimiro de Brandeburgo encerró a su padre, el Margrave Federico el Viejo de Brandeburgo, en una habitación de una torre de Plassenburgo que no pudo abandonar en 12 años. En 1542, el Margrave Alberto Alcibiades trasladó la Residencia por primera vez desde Plassenburgo, que continuó sirviendo principalmente como fortaleza de la región a Bayreuth.